# IV. arhidiakonat
IV. arhidiakonat je arhidiakonat Nadškofije Ljubljana. Obsega Dolenjsko in Notranjsko. Skupno je v arhidiakonatu 51 župnij.

## Dekanije
- Dekanija Cerknica
- Dekanija Grosuplje
- Dekanija Ribnica
- Dekanija Vrhnika